# 1946年のNFL
1946年のNFLは、NFLの27年目のシーズンである。
シーズン開幕前、エルマー・レイデンがコミッショナーを辞職し、フィラデルフィア・イーグルスの共同創立者のバート・ベルがコミッショナーに就任した。この年、ラムズがオハイオ州クリーブランドからカリフォルニア州ロサンゼルスへ移転し、「ロサンゼルス・ラムズ」と名称を変更した。NFLのチームとして初の西海岸のチームである。また、NFLのライバルリーグであるAAFCが設立された。
NFLチャンピオンシップで、シカゴ・ベアーズが、ニューヨーク・ジャイアンツを24対14で破り、NFLチャンピオンに輝いた。

## ドラフト
1946年1月14日にドラフトが行われ、32巡300名が指名された。

## 主なルール変更
- フォワードパスがゴールポストに当たると自動的にパス失敗となることになった。
- 自由な交代制が廃止され、一度に3人しか交代できないことになった。
- パントキックや外れたフィールドゴールのボールをエンドゾーンからリターンできるようになった。
- フェアキャッチシグナルはボールが空中にある間だけ有効であると規定された。
- 無効なフェアキャッチシグナルの反則がシグナル発信地点から5ヤード罰退と規定された。

## 順位表
| 東地区                       |    |    |    |      |      |      |
| チーム                       | 勝 | 敗 | 分 | 率   | 得点 | 失点 |
| ニューヨーク・ジャイアンツ   | 7  | 3  | 1  | .700 | 236  | 162  |
| フィラデルフィア・イーグルス | 6  | 5  | 0  | .545 | 231  | 220  |
| ワシントン・レッドスキンズ   | 5  | 5  | 1  | .500 | 171  | 191  |
| ピッツバーグ・スティーラーズ | 5  | 5  | 1  | .500 | 136  | 117  |
| ボストン・ヤンクス           | 2  | 8  | 1  | .200 | 189  | 273  |

| 西地区                   |    |    |    |      |      |      |
| チーム                   | 勝 | 敗 | 分 | 率   | 得点 | 失点 |
| シカゴ・ベアーズ         | 8  | 2  | 1  | .800 | 289  | 193  |
| ロサンゼルス・ラムズ     | 6  | 4  | 1  | .600 | 277  | 257  |
| グリーンベイ・パッカーズ | 6  | 5  | 0  | .545 | 148  | 158  |
| シカゴ・カージナルス     | 6  | 5  | 0  | .545 | 260  | 198  |
| デトロイト・ライオンズ   | 1  | 10 | 0  | .091 | 142  | 310  |